# Raponticina
La raponticina es un glucósido estilbenoide. Su aglicona es conocida como rapontigenina. Se puede encontrar en el rizoma del ruibarbo.
Ha producido efectos beneficiosos en la diabetes de ratones, e in vitro sugiere que puede ser relevante en el alzhéimer con acción sobre los péptidos beta-amiloide.